# 陳世榮 (乾隆進士)
陳世榮（?—?），贵州織金人，清政治人物、進士出身。
乾隆二十五年（1760年）庚辰科進士，三甲一百四名，后官河南長葛知縣。